# Municipalità locale di Nkomazi
Nkomazi è una municipalità locale (in inglese Nkomazi Local Municipality) appartenente alla municipalità distrettuale di Ehlanzeni della provincia di Mpumalanga in Sudafrica. 
In base al censimento del 2001 la sua popolazione è di 334 421 abitanti.
Il suo territorio si estende su una superficie di 3.240 km² ed è suddiviso in 30 circoscrizioni elettorali (wards). Il suo codice di distretto è MP324.

## Geografia fisica

### Confini
La municipalità locale di Nkomazi confina a ovest con quella di Mbombela, a nord con l'Area della gestione del distretto MPDMA32, a est con il Mozambico e a sud con lo Swaziland.

### Città e comuni
- Albertsnek
- Baberton
- Boulders
- Hectorspruit
- Hoyi
- Impala
- Inyoni
- Kaalrug
- Kamhlushwa
- Komatiepoort
- Komatipoort
- Laughing Waters
- Lomati
- Lomshiyo
- Lugedlane
- Magnesite
- Malelane
- Marloth Park
- Matsamo
- Mawewe
- Mhlaba
- Mlambo
- Nkomazi
- One Tree Hill
- Reserve
- Sibayeni
- Siboshwa
- Squamans
- Strathmore Mine
- Tenbosch
- Tonetti

### Fiumi
- Crocodile
- Kaap
- Komati
- Mambane
- Mbiteni
- Mbyamiti
- Mbuluzi
- Mgobode
- Mhlambanyathi
- Mlilambi
- Mlumati
- Mzinti
- Ngwenyeni
- Ngweti
- Nsikazi

### Dighe
- Van Graan se Dam